# Tealidium cingulatum
Tealidium cingulatum är en havsanemonart som beskrevs av Hertwig 1882. Tealidium cingulatum ingår i släktet Tealidium och familjen Actinostolidae. Inga underarter finns listade i Catalogue of Life.